# Un Homme
Un Homme je píseň nahraná roku 1982 francouzskou šansoniérkou Mireille Mathieu. Autorem textu i hudby je Didier Barbelivien.
Píseň byla nahraná s druhým siglem s názvem A Santa Maria a byla vydána společností Arabella. Hudba této písně je totožná se skladbou Elsa, kterou nazpíval Didier Barbelivien dříve.
Roku 2010 nazpívala tuto píseň s názvem Já vím na svém albu Mlýnské kolo v srdci mém s českým textem Jiřiny Fikejzové a Pavla Vrby šansoniérka Hana Hegerová.